# Monte Belo
Monte Belo là một đô thị thuộc bang Minas Gerais, Brasil. Đô thị này có diện tích 421,286 km², dân số năm 2007 là 12573 người, mật độ 30,1 người/km².